# Cryptopimpla
Genre
Cryptopimpla est un genre de guêpes parasitoïdes de la famille des Ichneumonidae.

## Liste d'espèces
Selon GBIF (5 novembre 2023) :
- Cryptopimpla alpivaga (Strobl, 1902)
- Cryptopimpla amplipennis Townes, 1978
- Cryptopimpla anomala (Holmgren, 1860)
- Cryptopimpla arvicola (Gravenhorst, 1829)
- Cryptopimpla aspeculosus Kang & Lee, 2019
- Cryptopimpla brevicaudis (Habermehl, 1903)
- Cryptopimpla brevigena Kuslitzky, 2007
- Cryptopimpla brevis Sheng, 2005
- Cryptopimpla breviungula Kuslitzky, 2007
- Cryptopimpla buareoleta Chandra & Gupta, 1977
- Cryptopimpla buccinata Chandra & Gupta, 1977
- Cryptopimpla calceolata (Gravenhorst, 1829)
- Cryptopimpla caligata (Gravenhorst, 1829)
- Cryptopimpla carinifacialis Sheng, 2011
- Cryptopimpla collaris Kuslitzky, 2007
- Cryptopimpla cristula Chandra & Gupta, 1977
- Cryptopimpla ecarinata Townes, 1978
- Cryptopimpla eleganta Kolarov, 1984
- Cryptopimpla elongatus Reynolds Berry & van Noortan Noort, 2016
- Cryptopimpla errabunda (Gravenhorst, 1829)
- Cryptopimpla fasciolurida Chandra & Gupta, 1977
- Cryptopimpla fernkloofensis Reynolds Berry & van Noortan Noort, 2016
- Cryptopimpla flavifacialis Sheng, 2011
- Cryptopimpla flavipedalis Sheng, 2011
- Cryptopimpla flavopterum Chandra & Gupta, 1977
- Cryptopimpla genalis (Thomson, 1877)
- Cryptopimpla goci Reynolds Berry & van Noortan Noort, 2016
- Cryptopimpla hantami Reynolds Berry & van Noortan Noort, 2016
- Cryptopimpla helvetica Brauns, 1901
- Cryptopimpla helvicoxis Chandra & Gupta, 1977
- Cryptopimpla henanensis Sheng, 2005
- Cryptopimpla hertrichi Heinrich, 1952
- Cryptopimpla kerzhneri Kuslitzky, 2007
- Cryptopimpla kogelbergensis Reynolds Berry & van Noortan Noort, 2016
- Cryptopimpla labralis Townes, 1978
- Cryptopimpla maculifacialis Sheng, 2011
- Cryptopimpla maurocoxis Chandra & Gupta, 1977
- Cryptopimpla miltotibialis Chandra & Gupta, 1977
- Cryptopimpla neili Reynolds Berry & van Noortan Noort, 2016
- †Cryptopimpla nigripalpis (Cameron, 1909)
- Cryptopimpla onyxi Reynolds Berry & van Noortan Noort, 2016
- Cryptopimpla parslactis Reynolds Berry & van Noortan Noort, 2016
- Cryptopimpla pentagonalis Kang & Lee, 2019
- Cryptopimpla pleuralis (Cresson, 1870)
- Cryptopimpla procul Momoi, 1970
- Cryptopimpla pulloris Townes, 1978
- Cryptopimpla quadrilineata (Gravenhorst, 1829)
- Cryptopimpla rubrithorax Morley, 1916
- Cryptopimpla rufipedalis Sheng, 2011
- Cryptopimpla rutilana Chandra & Gupta, 1977
- Cryptopimpla solitaria (Schmiedeknecht, 1900)
- Cryptopimpla sordida (Hedwig, 1932)
- Cryptopimpla subfamata (Thomson, 1877)
- Cryptopimpla subfumata (Thomson, 1877)
- Cryptopimpla sulawesiensis Watanabe, Konishi & Takasuka, 2011
- Cryptopimpla taiwanensis (Momoi, 1968)
- Cryptopimpla tertia (Momoi, 1970)
- Cryptopimpla turana (Habermehl, 1917)
- Cryptopimpla zwarti Reynolds Berry & van Noortan Noort, 2016

### Espèces fossiles
Selon Paleobiology Database en 2023, une seule espèce fossile est référencée :
- †Cryptopimpla nigripalpis Cameron, 1909

## Galerie

Quelques espèces vivantes du genre Cryptopimpla.
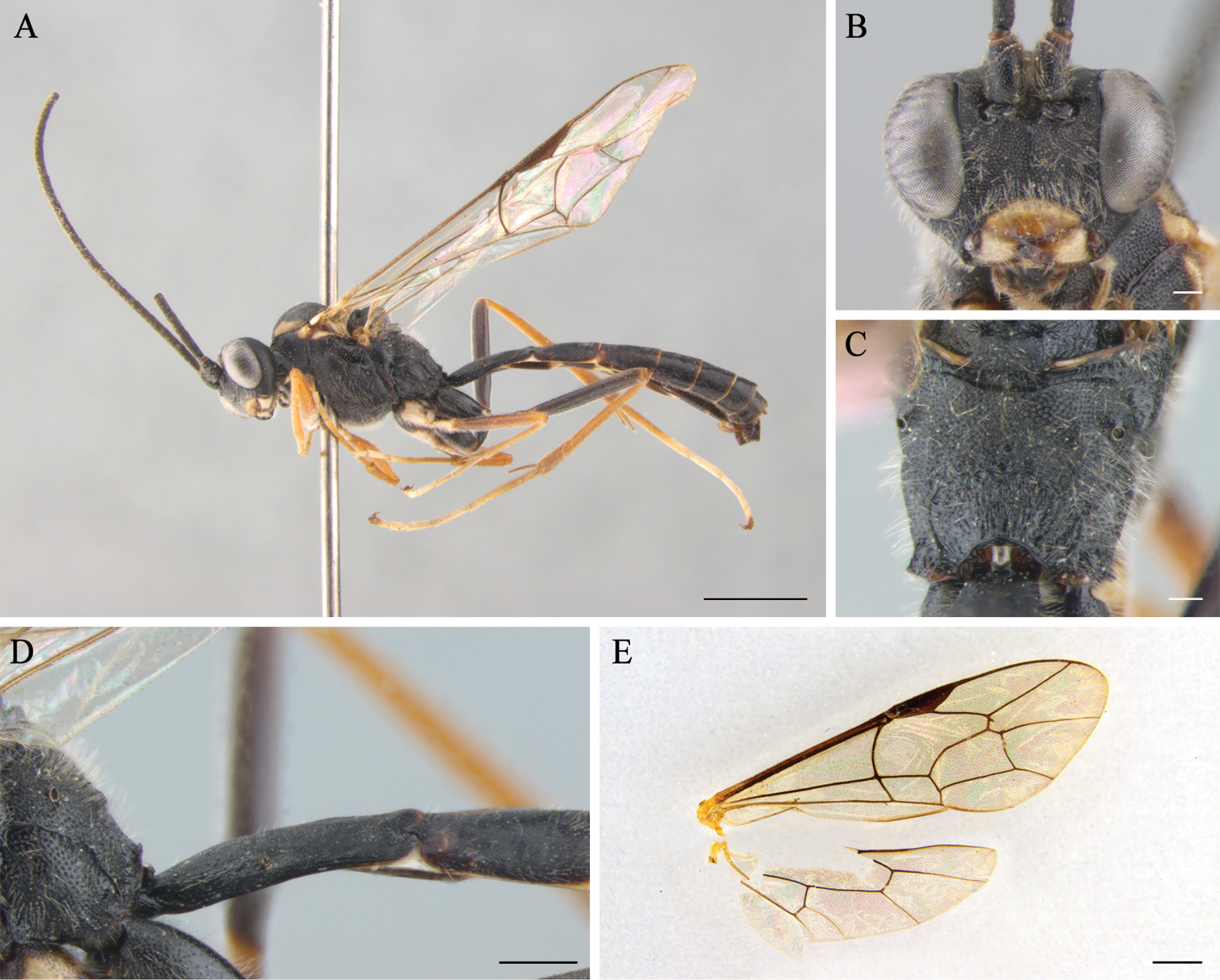
Cryptopimpla aspeculosus.
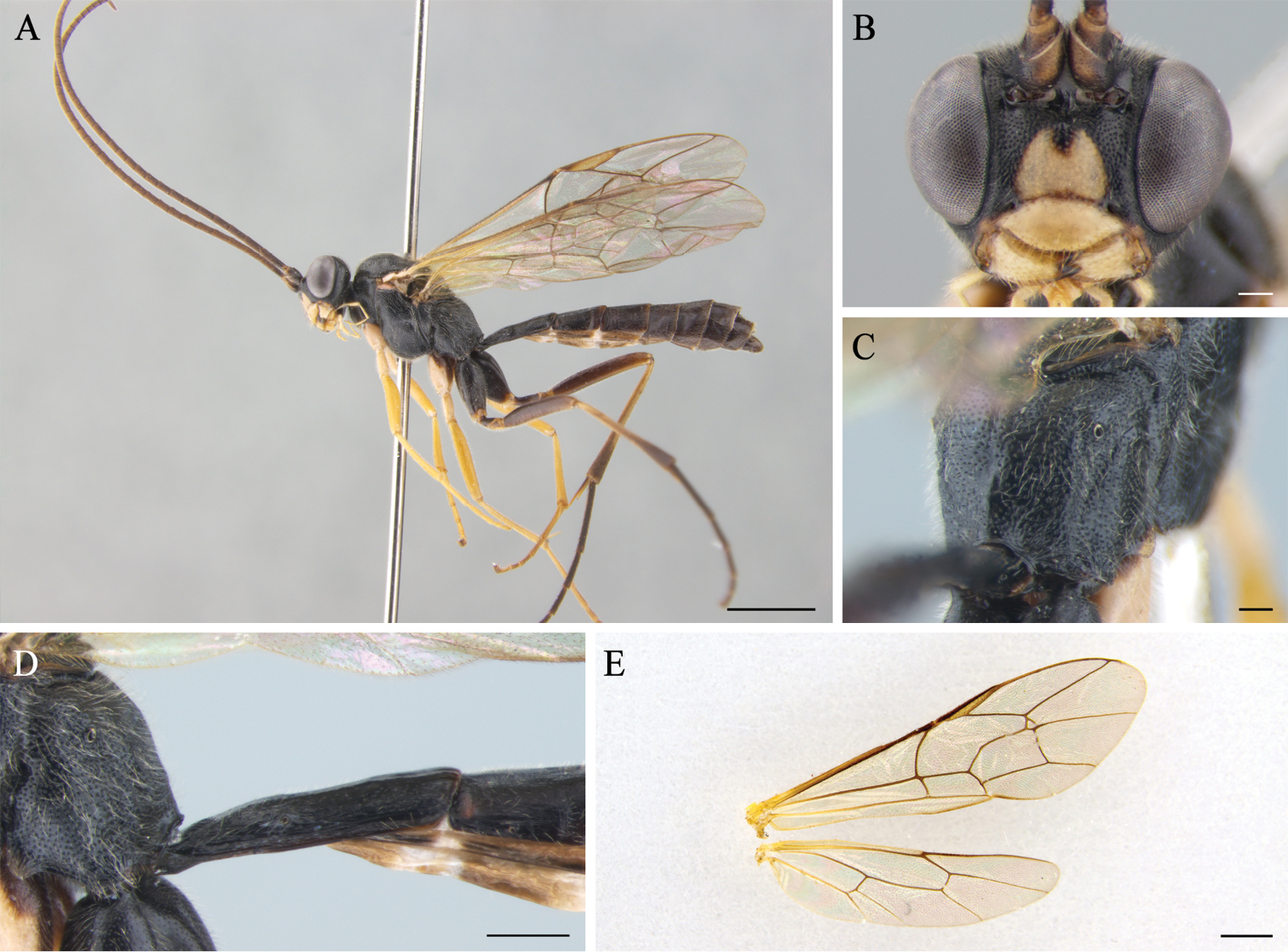
Cryptopimpla brevigena.
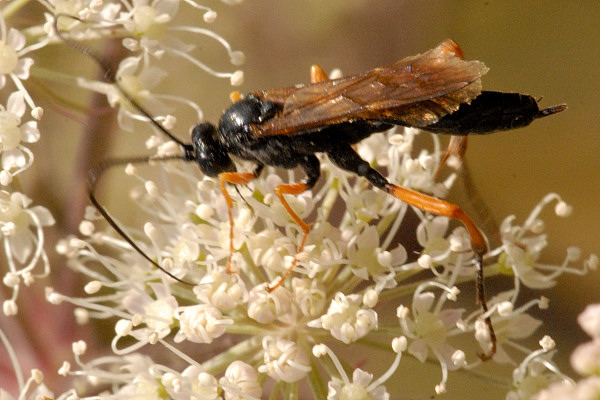
Cryptopimpla caligata.
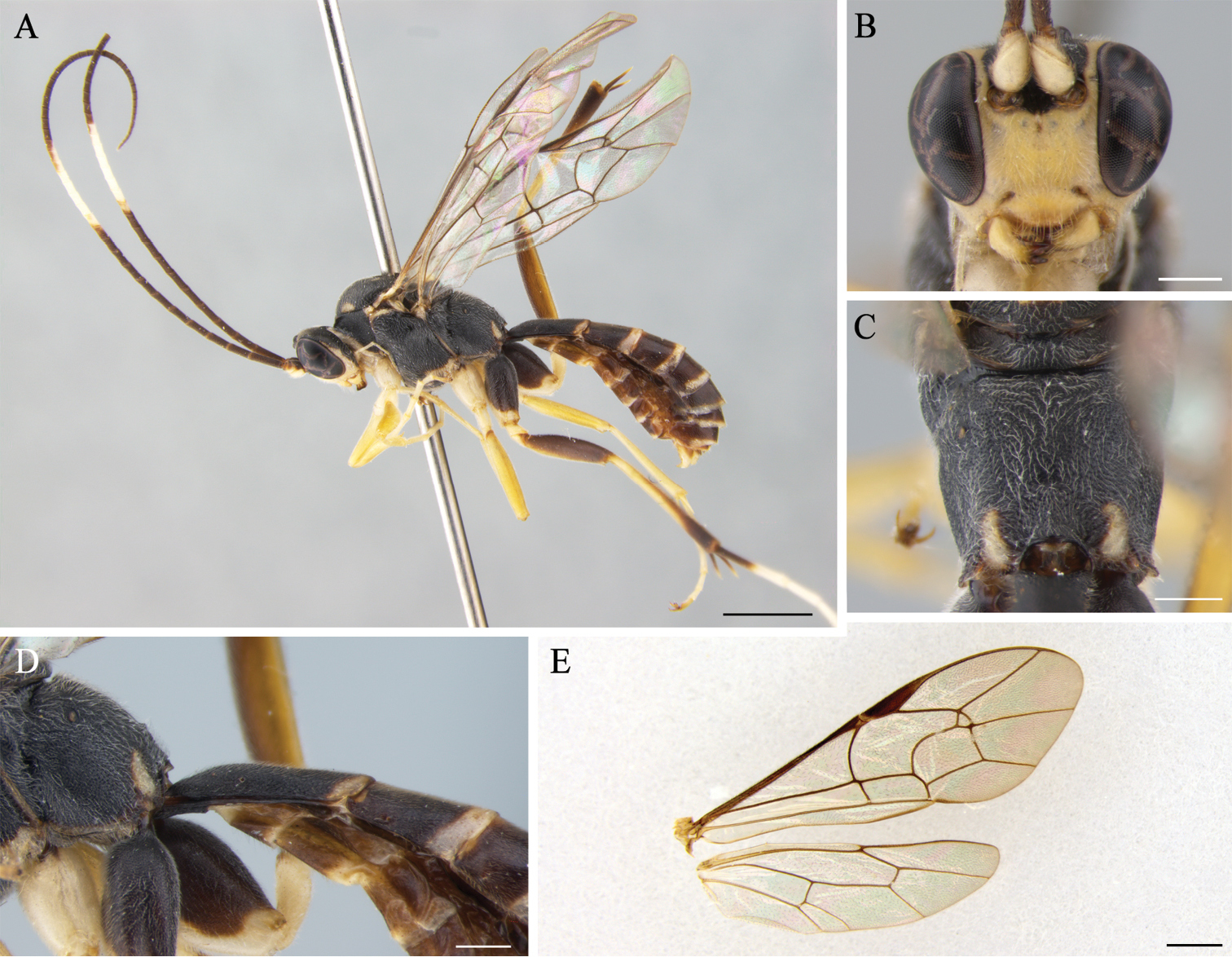
Cryptopimpla carinifacialis.
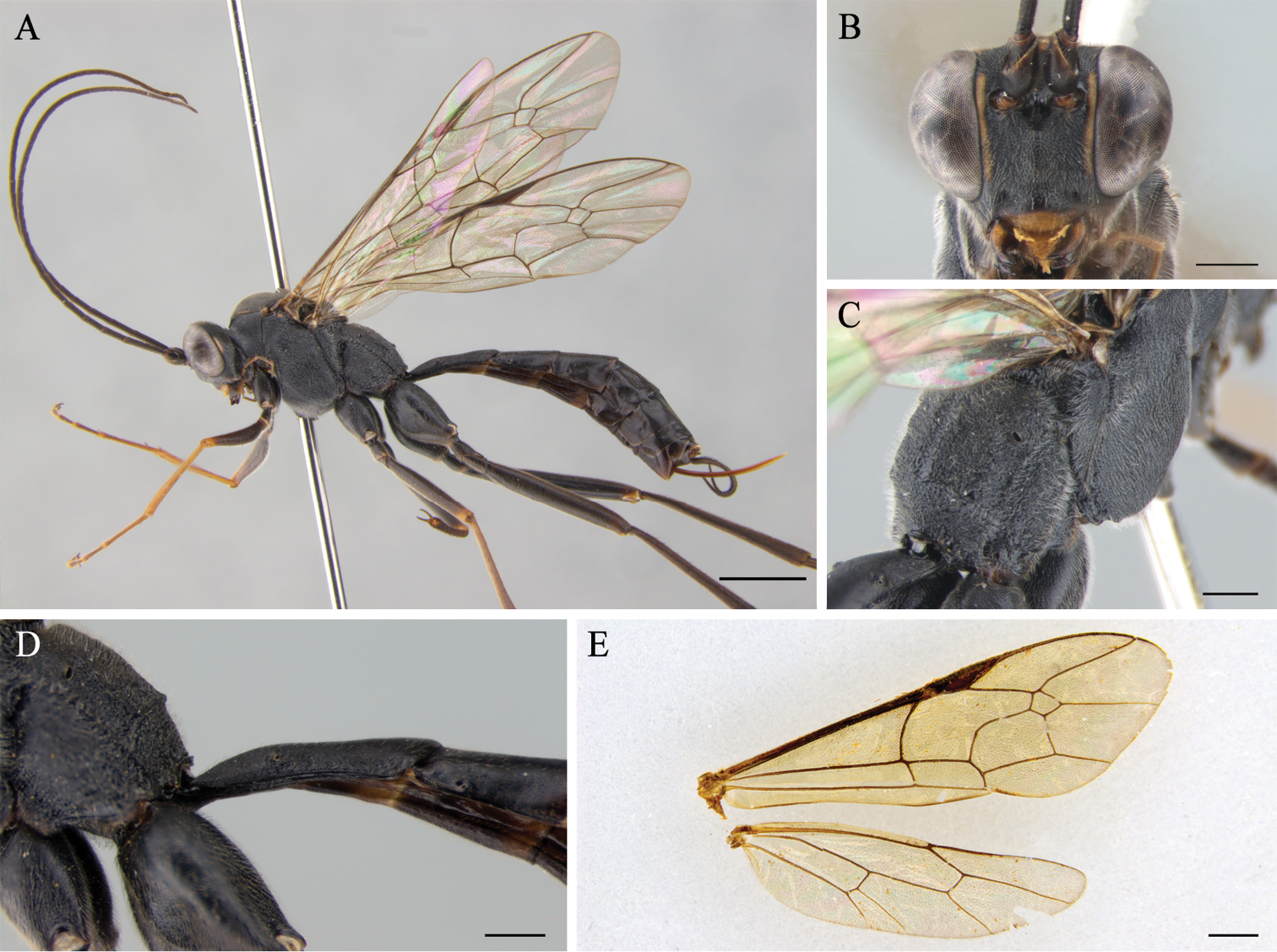
Cryptopimpla pentagonalis.

## Classification
Le genre Cryptopimpla est décrit en 1863 par l'entomologiste allemand Ernst Ludwig Taschenberg (d) (1818-1898),.
Cryptopimpla a pour synonymes :
- Aphanodon Förster, 1869
- Xenacis Förster, 1869
- Xenocornia Schmiedeknecht, 1900

## Publication originale
- (de) E. L. Taschenberg, « Die Schlupfwespenfamilie Pimplariae der deutschen Fauna, mit besonderer Rücksicht auf die Umgegend von Halle », Zeitschrift für die Gesammten Naturwissenschaften, Halle-sur-Saale et Berlin, vol. 21,‎ 1863, p. 245-305 (OCLC 7130816 et 17423440, lire en ligne).